# Manuel Altamirano (futbolista)
Manuel Altamirano (nacido el 12 de abril de 1984) es un futbolista argentino. Se desempeña como mediocampista de creación y debutó profesionalmente en Rosario Central.

## Carrera
Su debut en la primera canalla significó su único partido con esta camiseta. El 20 de noviembre de 2005 el entrenador Ángel Tulio Zof dispuso su ingreso por Pablo Vitti, en un encuentro ante Arsenal de Sarandí que finalizó 1-1. Luego de esto volvió a reserva por el resto de la temporada. En 2006 pasó a Boca Unidos de Corrientes, para jugar el Torneo Argentino B; finalizó el campeonato ganando el ascenso. Entre 2008 y 2010 jugó en Real Arroyo Seco, equipo hoy desaparecido, y que disputaba los torneos Argentinos. En 2011 jugó en Mitre de Santiago del Estero.

## Clubes
| Club                        | País      | Año     |
| --------------------------- | --------- | ------- |
| Rosario Central             | Argentina | 2005-06 |
| Boca Unidos                 | Argentina | 2006-07 |
| Real Arroyo Seco            | Argentina | 2008-10 |
| Mitre (Santiago del Estero) | Argentina | 2011    |

## Palmarés
| Equipo                    | País      | Título             | Año     |
| ------------------------- | --------- | ------------------ | ------- |
| Boca Unidos de Corrientes | Argentina | Torneo Argentino B | 2006-07 |